# Karl Gottlob von Anton
Karl Gottlob Anton, od roku 1802 von Anton (23. července 1751, Lubáň – 17. listopadu 1818, Görlitz) byl německý právník, jazykovědec a historik, spoluzakladatel a v letech 1817–1818 prezident Hornolužické společnosti věd.

## Život
Karl Gottlob Anton se narodil 23. července 1751 v Lubáni v rodině obchodníka Gottloba Antona a Christiane Rosine Richterové. Po absolvování lubáňského lycea navštěvoval Lipskou univerzitu, kde studoval právní vědu. V roce 1773 zde získal titul magistra filosofie, roku 1774 obhájil svou disertaci a získal titul doktora práv. Během studií v Lipsku byl členem Serbskeho prědarskeho towarstwa. Jako „advocatus provincialis“ se usadil v Görlitz, kde ho zajímal zdejší bohatý kulturní život. Dne 16. dubna 1776 se oženil s Johanne Christiane, dcerou senátora, stavebního inspektora a zemského daňového sekretáře Traugotta Leberechta Meissnera. Tímto manželstvím se hmotně zajistil, takže se mohl věnovat svým vědeckým zájmům. V souvislosti s právním zastupováním zemských stavů se Anton brzy seznámil s Adolphem Traugottem von Gersdorf, hrabětem von Kallenbergem, hrabětem von Nostitzem-Jänkendorfem a dalšími vzdělanými zástupci hornolužické šlechty, s nimiž 21. dubna 1779 spoluzaložil Hornolužickou společnost věd. Hlavní podnět při tom vycházel od Antona a Traugotta von Gersdorf, mezi zakládajícími členy byli rovněž vzdělanci z řad měšťanstva a duchovenstva. Během svých pobytů v Karlových Varech se Anton v roce 1791 seznámil s knihovníkem Strahovského kláštera Bohumírem Janem Dlabačem a rovněž s Josefem Dobrovským, s nímž si dopisoval v letech 1790–1792.
V roce 1797 se stal senátorem, roku 1806 radním, 7. září 1802 byl po 22 letech v advokacii povýšen do šlechtického stavu, přičemž obdržel rytířskou usedlost Oberneundorf. Od roku 1803 byl Anton aktivním svobodným zednářem ve zhořelecké lóži Zur gekrönten Schlange. V roce 1812 se podruhé oženil s Ernestine Antoinette Irmgard, dcerou viceprezidenta vrchnostenského soudu Ernsta Gottloba von Khiesewettera. Karl Gottlob von Anton zemřel 17. listopadu 1818 ve věku 67 let v Görlitz a byl pohřben na zdejším hřbitově Nikolaifriedhof.
Jeho bratrancem byl lingvista a orientalista Konrad Gottlob Anton (1745–1814), jehož syn byl klasický filolog Karl Gottlieb Anton (1778–1861), který taktéž působil v Görlitz.

## Dílo

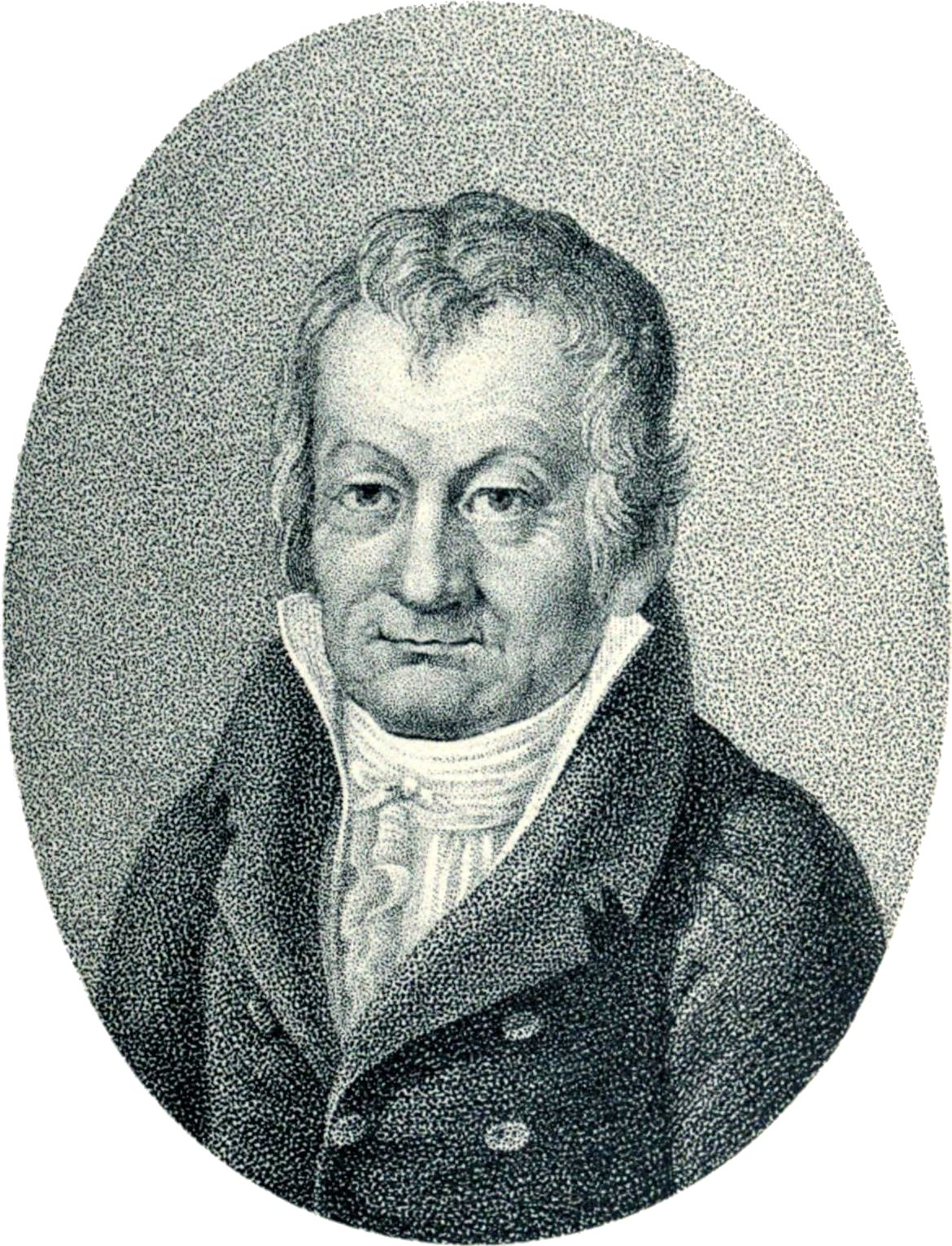
Karl Gottlob von Anton (Neues Lausitzisches Magazin, Band 80, Görlitz 1904)

Antonovy práce dokazují, že byl vynikajícím znalcem lužickosrbského jazyka a kultury. V době osvícenství svými výzkumy a organizačními schopnostmi významně přispěl k rozvoji sorabistiky v tomto regionu. Vytvořil tak základy slavistických studií v Německu. V rámci Hornolužické společnosti věd udržoval dobré vztahy s lužickosrbskými vzdělanci.

### Korespondence
- Der Briefwechsel zwischen Josef Dobrovský und Karl Gottlob von Anton. Ed. Miloslav Krbec, Věra Michálková. Berlin: Akademie Verlag, 1959. 77 stran, 7 nečíslovaných stran obrazových příloh. Veroeffentlichungen des Instituts für Slawistik; Nr. 21.
- Dopisy J. B. Dlabače K. G. Antonovi. (K 150. výročí smrti J. B. Dlabače.). Ed. Miloslav Krbec. Strahovská knihovna. Sborník Památníku národního písemnictví 7, (1972), s. 135–189.